# 統一原子質量単位
統一原子質量単位（とういつげんししつりょうたんい、英: unified atomic mass unit、記号：u）は質量の非SI単位である。1960年に、12C原子の質量の1/12と定義された。別名はダルトン（英: dalton、記号: Da）。主として原子や分子のような微小な粒子に対して用いられる。キログラム単位で表すと 1 Da ≒ 1.66×10−27 kg である。また 1 g ≒ 6.02×1023 Da である。
2019年以降は、ダルトンはSI併用単位となっているが、統一原子質量単位はSI併用単位ではない。ただし、どちらも法定計量単位ではない。

## 名称と記号
ダルトンの名称は、近代原子論を提唱したジョン・ドルトン（en:John Dalton）に由来する。人名のDaltonは日本語環境ではドルトン と表記されることが多いが、単位名としては「ダルトン」と表記され、ラテン文字では dalton と小文字で始まる。単位としてのダルトンが最初に用いられたのは、1924年である。
ダルトンの単位記号は、立体の「Da」である。人名に由来するので、最初の文字は大文字である。かつては記号「D」が使用されていたが、現在では使用してはならない。
- 正しい記法：イオンの質量は、205.1 Da
- 誤った記法：イオンの質量は、205.1 D

## amuとuとDa
- 記号 amu で表される原子質量単位（げんししつりょうたんい、atomic mass unit）は、20世紀の中頃まで使われていた質量の単位であり、酸素原子を基準に定義されていた。しかし、公式の定義が2種類あって不便だったので、1960年に炭素12原子を基準とする統一原子質量単位（記号 u）が定められ、amuは公式には廃止された。uやDaをamuで置き換えても質量の数値はほとんど変わらないが、廃止されたamuを使用することは不適切である[5]。
  - 正しい記法：イオンの質量は、205.1 Da
  - 誤った記法：イオンの質量は、205.1 amu

- 記号 u で表される統一原子質量単位の定義は、炭素12の状態を規定する文言が追加された他には、1960年当時から変更がない。

- 記号 Da で表されるダルトンには公式の定義が長らくなかったが、2006年に u と同じ定義が採用された[6]。すなわち、ダルトン（Da）と統一原子質量単位（u）の両方が、2006年に国際度量衡委員会(CIPM)によって「SI単位で表される数値が実験的に求められる非SI単位」のうちのSI併用単位と位置づけられた[7]。

- 2019年版の国際単位系国際文書において、ダルトン（Da）は、時・分・日、リットル、トンなどが列挙されているSI併用単位の一覧表に加えられた[3]。一方、統一原子質量単位（u）は、2019年以降、SI併用単位ではなくなった。SI併用単位の一覧表のダルトン（Da）の注において、「同じ単位の別称（と記号）」と注記されているのみである。

## 使用
ダルトンは、原子、イオン、分子（DNAやタンパク質などの巨大な高分子を含む）の質量を表すのに使われる。大きなものではリボゾームのような複数個の超高分子の複合体にも使われる。生化学で生体高分子や複合体の質量を表すときにも、ダルトンが使われる。
ダルトンがSI併用単位になる前の書籍等では「ダルトンが使われるが正式には統一原子質量単位を使うべきである」などとされていた。生物学では無次元量である分子量を示すときにも間違って「ダルトン」がしばしば使われていた。

### 物理量
ダルトン（および統一原子質量単位）は「原子量や分子量を表す単位」と誤解されることがある。しかし、ダルトン（ Da ）は質量の単位であるのに対し、原子量は質量そのものではなく、その原子の質量と 1 Da（の質量） との比であり、無次元量である。したがって、原子量・分子量を Da で表すことはできない。
- 正しい記法：分子量 60000
- 誤った記法：分子量 60 kDa

## 派生単位
ダルトン (Da) にはSI接頭語を付けることができる（SI併用単位#SI併用単位）。キロダルトン（kDa）、メガダルトン（MDa）、あるいはナノダルトン（nDa）、ピコダルトン（pDa）などの単位と記号が使われる。
統一原子質量単位 (u) にSI接頭語を付けることは、禁止されている訳ではないが、実際にはほとんどない。
ミリマスユニット (milli mass unit, mmu) という非公式の単位もあり、1 mmu = 1/1000 u = 1 mDa とされるが、SI接頭語のシステムと整合性がなく、使用は推奨されない。

## 値
統一原子質量単位 (u) は、静止して基底状態にある自由な炭素12 (12C) 原子の質量の1/12と定義されている。
定義より、厳密に
m(12C) = 12 u
である。
12C原子は、12C原子核とそれを取り巻く6個の電子からなる。電子の質量は原子核の質量よりもずっと小さい。炭素12の質量数（陽子数と中性子数の合計）は12なので、したがって、核子（陽子と中性子）および1H原子の質量はほぼ 1 u である。ただし実際はわずかに重く
mp = 1.0073 u
mn = 1.0087 u
および
m(1H) = 1.0078 u
である。これは、自由な核子が高い核エネルギーを質量の形で持っているからである。しかしこの程度の差異を誤差として許容するなら、質量数 A の原子の質量はおよそ A u であるといえる。天然に存在する核種であれば概して
A ≲ 12 のとき m > A u
A ∼ 12 のとき m ∼ A u
12 ≲ A ≲ 210 のとき m < A u
220 ≲ A のとき m > A u
である。
統一原子質量単位 (u) すなわちダルトン (Da) の定義は、「12 g の炭素12の物質量」とされていたモルの以前の定義の裏返しになっており、
1 g = NA u·mol = 6.02214076×1023 Da
である。つまり、ある分子1個の質量をダルトンで表した数値は、その分子からなる純物質 1 mol（アボガドロ数個の分子の集まり）の質量をグラムで表した数値と（事実上）等しい。またこの数値は、その分子の分子量に（事実上）等しい。

## 歴史
20世紀初頭、酸素O原子の質量の1/16が原子質量単位（amu）と定義されていた。しかし1929年、酸素の同位体 17O と 18O が発見されると、「酸素」と呼ばれているものは各種同位体の混合であり、「酸素原子の質量」とは、各同位体原子の質量の、同位体比に応じた平均であることが明らかになった。そしてまもなく、その同位体比も一定ではないことが明らかになり、原子質量単位の定義は不確実になった。
物理学の世界ではこれに対し、酸素16 16Oの質量の 1/16 と定義された新しい原子質量単位 (physical amu、物理学的amu) を使うようになった（これにより、従来の値は変更しなくてはならないという問題も出てきた）。一方、化学の世界では従来の定義の原子質量単位 (chemical amu、化学的amu) を使った。こうして2つの定義が混在することとなった。これらを現在のダルトン(Da)で表すと
1 physical amu ≒ 0.9996882 Da
1 chemical amu ≒ 0.99996 Da（同位体比のばらつきにより高い精度では定まらない）
となり、約 1/3600 の差がある。
この混乱を解消するため、国際純粋・応用物理学連合 (IUPAP) と国際純正・応用化学連合 (IUPAC) が協議し、1960年に炭素12 12C 原子の質量の1/12である統一原子質量単位が定められた。この定義は、核種を特定することで同位体比の問題をなくしつつ、chemical amu に最も近く従来の数値を変更する必要がないように選ばれた。このとき、単位記号も新しく、unified（統一）の語から u と定められた。
原子質量の単位が u に統一されて、公式には amu は廃止された。しかし1960年以降も「炭素12の質量の1/12」を表す単位として、amuがしばしば使われてきた。
ダルトン(Da)という単位が提案されたのは1924年で、長らく公式の定義がなかったものの、1960年まではphysical amuと同じ「酸素16の質量の1/16」、1960年以降は統一原子質量単位と同じ「炭素12の質量の1/12」の意味で使うことが多かった。
2006年以降は、国際度量衡局はダルトンを、統一原子質量単位と全く同じ定義の単位としてSI併用単位に採用した。しかし、2019年には国際度量衡局は、ダルトンのみをSI併用単位として採用し、統一原子質量単位をSI併用単位から除外した。
国際単位系国際文書（SI文書）各版のSI併用単位の章におけるダルトンと統一原子質量単位の位置づけは次のとおりである。年次を追うにしたがって、ダルトンと統一原子質量単位の位置づけが逆転していることがわかる。
| 名称             | 単位記号 | 第1版(1970)～第3版(1977) | 第4版(1981)～第6版(1991) | 第7版(1998) | 第8版(2006) | 第9版(2019) |
| ---------------- | -------- | ------------------------ | ------------------------ | ----------- | ----------- | ----------- |
| ダルトン         | Da       | 記載なし                 | 記載なし                 | 注記のみ    | 記載あり    | 記載あり    |
| 統一原子質量単位 | u        | 記載あり                 | 記載あり                 | 記載あり    | 記載あり    | 注記のみ    |

### 値の変遷
ダルトン (Da) と統一原子質量単位 (u) をSI単位で表したときの数値は、実験的に決定される。したがってキログラム単位への換算には不確かさが伴う。1 u のSI文書における値とCODATA推奨値は次のとおりである。括弧内の数値は標準不確かさである。2006年以降は 1 u = 1 Da である。
- 1 u = 1.66053×10−27 kg (SI文書1970)
- 1 u = 1.66053×10−27 kg (SI文書1973)
- 1 u = 1.66057×10−27 kg (SI文書1977)
- 1 u = 1.66057×10−27 kg (SI文書1981)
- 1 u = 1.66057×10−27 kg (SI文書1988)
- 1 u = 1.6605402(10)×10−27 kg (SI文書1991) CODATA1986と一致
- 1 u = 1.6605402(10)×10−27 kg (SI文書1998) CODATA1986と一致
- 1 u = 1.66053886(28)×10−27 kg (SI文書2006)  CODATA2002と一致（不確かさは不一致）
- 1 u = 1.66053906660(50)×10−27 kg (SI文書2019)  CODATA2018と一致

- 1 u = 1.6605402(10)×10−27 kg (CODATA1986)
- 1 u = 1.66053873(13)×10−27 kg (CODATA1998)
- 1 u = 1.66053886(29)×10−27 kg (CODATA2002)
- 1 u = 1.660538782(83)×10−27 kg (CODATA2006)
- 1 u = 1.660538921(73)×10−27 kg (CODATA2010)
- 1 u = 1.660539040(20)×10−27 kg (CODATA2014)
- 1 u = 1.66053906660(50)×10−27 kg (CODATA2018）
- 1 u = 1.66053906892(52)×10−27 kg (CODATA2022)[1]

## 原子質量定数
原子質量定数（げんししつりょうていすう、英: atomic mass constant）は、記号 mu で表される、原子質量と原子量を関連付ける物理定数である。統一原子質量単位と等しい。すなわち mu = 1 u = 1 Da である。
原子 E の相対原子質量（すなわち原子 E の原子量）Ar(E) は、原子 E の質量 ma(E) と原子質量定数 mu の比として定義される。
Ar(E) = ma(E)/mu
同様に分子 B の相対分子質量（すなわち分子 B の分子量）Mr(B) は、分子 B の質量 m(B) と原子質量定数 mu の比として定義される。
Mr(B) = m(B)/mu
元素 E の相対原子質量（すなわち元素 E の原子量）Ar(E) は、元素 E の平均質量 ma(E) と原子質量定数 mu の比として定義される。
Ar(E) = ma(E)/mu
モル質量定数 Mu は原子質量定数 mu とアボガドロ定数 NA の積として定義される。
Mu = muNA
Mu はモル質量を原子量や分子量と関連付ける物理定数であり、1 g mol-1 にほぼ等しい。